# 平内町
平内町（ひらないまち）は、青森県東津軽郡の夏泊半島に位置する町。東青地域に属する。
江戸時代には黒石藩の飛び地として盛岡藩と隣接していた。
夏泊半島の他白鳥の飛来地である浅所海岸や夜越山スキー場など、自然レジャー・観光施設が多い。

## 地理
町の東西を貫く国道4号、青い森鉄道線（旧・東北本線）の沿線付近に人口が集中する。小湊川の下流にある小湊周辺には町役場が置かれている。町の南部は山地になっている。
- 河川：小湊川、清水川（水源の森百選青垣の山)
- 山岳：烏帽子岳、水ヶ沢山、夜越山

### 隣接している自治体
- 青森市
- 上北郡：野辺地町、東北町、七戸町

### 人口
2015年（平成27年）国勢調査より前回調査からの人口増減をみると、9.86％減の11,142人であり、増減率は県下40市町村中25位。
| |                                        |  |
| 平内町と全国の年齢別人口分布（2005年） | 平内町の年齢・男女別人口分布（2005年） |  |
| ■紫色 ― 平内町 ■緑色 ― 日本全国 | ■青色 ― 男性 ■赤色 ― 女性              |  |
| 平内町（に相当する地域）の人口の推移 \| 1970年（昭和45年） \| 17,551人 \| \| \| 1975年（昭和50年） \| 17,175人 \| \| \| 1980年（昭和55年） \| 17,501人 \| \| \| 1985年（昭和60年） \| 17,246人 \| \| \| 1990年（平成2年） \| 16,103人 \| \| \| 1995年（平成7年） \| 15,441人 \| \| \| 2000年（平成12年） \| 14,528人 \| \| \| 2005年（平成17年） \| 13,483人 \| \| \| 2010年（平成22年） \| 12,361人 \| \| \| 2015年（平成27年） \| 11,142人 \| \| \| 2020年（令和2年） \| 10,126人 \| \| |                                        |  |
| 総務省統計局 国勢調査より |                                        |  |
| 1970年（昭和45年） | 17,551人                               |  |
| 1975年（昭和50年） | 17,175人                               |  |
| 1980年（昭和55年） | 17,501人                               |  |
| 1985年（昭和60年） | 17,246人                               |  |
| 1990年（平成2年） | 16,103人                               |  |
| 1995年（平成7年） | 15,441人                               |  |
| 2000年（平成12年） | 14,528人                               |  |
| 2005年（平成17年） | 13,483人                               |  |
| 2010年（平成22年） | 12,361人                               |  |
| 2015年（平成27年） | 11,142人                               |  |
| 2020年（令和2年） | 10,126人                               |  |

## 地名の由来
地名の由来はアイヌ語の「ピラ・ナイ」（崖・川）からとされている。峡谷を流れる川という意味がある。また「平内」の漢字名は「平氏（へいし）の内舎人（うどねり）」を意味するとの説があり、「平」は当初この地を治めていた桓武平氏（津軽曾我氏や北条氏）のことで、「内」は宮中の役職名である内舎人（うどねり）のことを表すともいう。

## 歴史
- 1889年（明治22年）4月1日 - 村制施行により、中平内村、東平内村、西平内村がそれぞれ誕生。
- 1928年（昭和3年）10月1日 - 中平内村が小湊町として町制施行。
- 1955年（昭和30年）3月31日 - 小湊町、東平内村、西平内村の1町2村が合併して、平内町が誕生する[3]。
- 1970年（昭和45年）3月17日 - 発達した低気圧の影響により、茂浦の浅瀬に貨物船「第52共和丸」（946トン）が吹き寄せられて座礁。海上保安庁や警察による救助が行われた[6]。

## 行政
- 町長：船橋茂久 （4期目、任期：2027年11月14日）
- 町議会：定数12人（任期：2024年3月30日）[7]
  - 議長：船橋健人（ふなばし たけひと）[8]
  - 副議長：木村良一（きむら りょういち）[8]

### 歴代町長
特記なき場合『平内町勢要覧2021』による。
| 代 | 氏名         | 就任日     | 退任日 | 備考                         |
| -- | ------------ | ---------- | ------ | ---------------------------- |
| 1  | 細川重太郎   | 1955年5月  |        |                              |
| 2  | 船橋茂       | 1961年12月 |        | 口広投票場不在事件による改選 |
| 3  | 佐々木善之助 | 1987年     |        |                              |
| 4  | 逢坂雄一     | 1995年     |        |                              |
| 5  | 船橋茂久     | 2011年11月 | 現職   |                              |

## 施設
- 平内町役場
- 山村開発センター（教育委員会）
- 地方独立行政法人青森県産業技術センター林業研究所（青い森林業アカデミー）[10]

文化施設
- 平内町立図書館
- 平内町歴史民俗資料館

郵便
- 小湊郵便局〔集配局〕（84020）
- 清水川郵便局（84150）
- 東田沢郵便局（84180）
- 西平内郵便局（84187）

金融機関
- 青森みちのく銀行平内支店
- 青森みちのく銀行小湊支店
- 青森県信用組合小湊支店
- 青森農業協同組合平内支店
- 平内町漁業協同組合

## 教育

### 高等学校
- 松風塾高等学校

かつては青森県立青森東高等学校平内校舎が平内町小湊に所在していたが、本校への統合により2021年3月をもって閉校となった。

### 中学校
- 平内町立平内中学校

### 小学校
- 平内町立小湊小学校
- 平内町立山口小学校
- 平内町立東小学校

## 産業

### 漁業
養殖ホタテの生産量は日本一。
- 小湊漁港（かつて青函連絡船用の岸壁と可動橋[13]があった）
- 浪内漁港
- 茂浦漁港（漁港設置前に未成線の茂浦鉄道が建設され、北海道や大陸と結ぶ計画があった）
- 稲生漁港
- 東田沢漁港
- 白砂漁港
- 清水川漁港
- 口広漁港
- 狩場沢漁港

## 交通

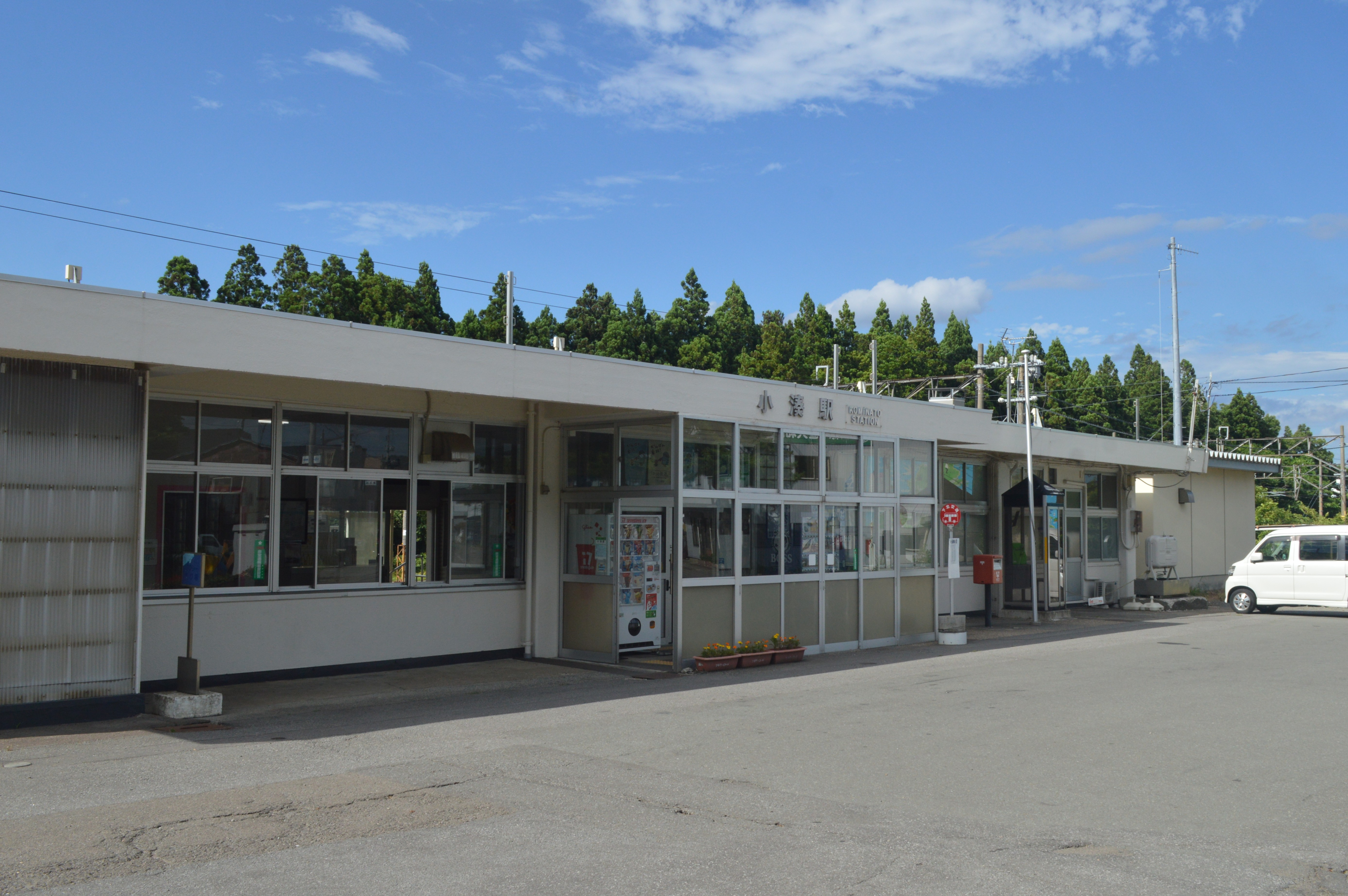
青い森鉄道線小湊駅

### 鉄道
青い森鉄道
- 青い森鉄道線：狩場沢駅 - 清水川駅 - 小湊駅 - 西平内駅

町の中心となる駅：小湊駅

### バス

#### 高速バス
- 弘南バス
  - えんぶり号（バスタ新宿行・但し、多客期のみの季節運行で、乗降地は平内町体育館。）

#### 路線バス
- 下北交通
  - むつ - 青森線
- 平内町民バス

### 道路
- 一般国道
  - 国道4号
- 主要地方道
  - 青森県道9号夏泊公園線
- 一般県道
  - 青森県道123号清水川滝沢野内線
  - 青森県道206号西平内停車場線
  - 青森県道207号小豆沢西平内停車場線
  - 青森県道209号狩場沢停車場線
  - 青森県道210号清水川停車場線
  - 青森県道215号小湊停車場線
  - 青森県道269号増田浅虫線

### 港湾
- 小湊港 - 付近に日本鉄道が開業前に一時期終着駅を設置する構想を打ち出したほか、1946（昭和21）年7月1日から1949（昭和24）年7月15日まで函館港との間で青函連絡船の補助航路としての小湊航路が開設されていた[3]。

## 名所・旧跡・観光スポット

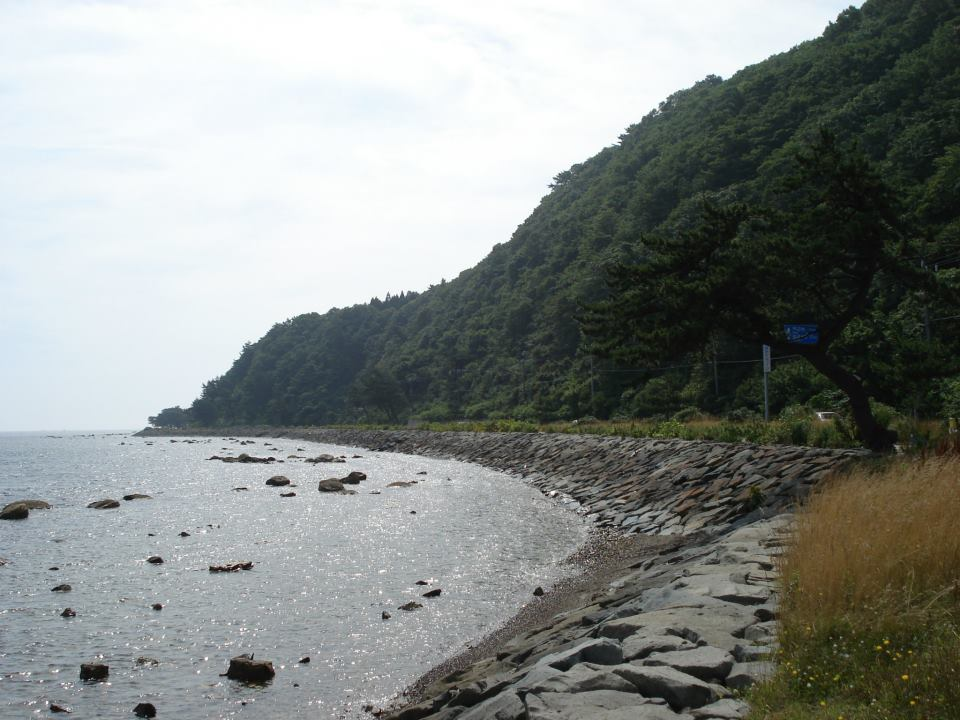
椿山海岸

### 名所・旧跡
- 浅虫夏泊県立自然公園
- 夜越山森林公園
- 椿山海水浴場
- 椿山海岸（日本の渚百選）、大島
- 小湊のハクチョウおよびその渡来地（海岸一帯〔夏泊半島全体にわたる〕）国特別天然記念物[14]
- 浅所海岸（ハクチョウ飛来地）
- 椿山（ツバキ自生北限地帯）〔東田沢字小湊越〕国天然記念物[15]
- 藩境塚（南部・津軽境界塚）、県史跡[16]
- 平内町歴史民俗資料館〔小湊字小湊〕[17]

### 祭事
- 白鳥まつり（毎年2月、浅所海岸）
- 夜越山洋ランまつり（毎年3月）
- 椿とサボテン祭り（毎年5月）
- ひらない夏まつり（8月15日、8月16日）
- AOMORI ROCK FESTIVAL（2012年より毎年夏、夜越山スキー場特設ステージ）
- ほたての祭典（毎年10月）

## 出身有名人
- 高橋竹山 - 津軽三味線奏者。
- 細川亨 - プロ野球選手。
- 佐々木多門 - 銀行家・経済学者。高橋是清と床次竹二郎の私設顧問。ロンドン・タイムズ東京通信員。
- 畑井新喜司 - 生物学者。
- 蝦名賢造 - 財政学者。
- 下山天 - 映画監督。
- 佐々木一成 - クロスカントリースキー選手。
- 千葉信哉 - アルペンスキー選手。
- 飯田美花 - プロレスラー。
- 畑山綾乃 - 岩手朝日テレビアナウンサー。
- 大水洋介 - お笑いタレント、ラバーガール。
- 菊田一美 - プロレスラー。大日本プロレス。